# Ceres Panorama
Ceres Panorama er et 75 m og 20 etager højt højhus, der i Aarhus' nye bydel CeresByen.
Ceres Panorama indeholder 130 lejligheder, der var indflytningsklare fra 1. november 2016. I tilknytning til ejendommen har ingeniørrådgivningsfirmaet Niras på de tre nederste etager et 5.000 kvm stort erhvervslejemål fra august 2016.
Byggeriet er tegnet af Schmidt, Hammer og Lassen Architects og opført af totalentreprenør A. Enggaard A/S.